# ナリーニョ宮殿
ナリーニョ宮殿（Casa de Nariño）は、コロンビアの大統領の官邸。首都ボゴタの旧市街にある。革命家アントニオ・ナリーニョの生家の跡地に建っている。

## 歴史
1885年、コロンビア政府はナリーニョ邸を買い取り、大統領官邸として使用すると決定した。邸宅は国会議事堂の南側に立地しており便利なだけでなく、市民から尊敬されるナリーニョの生家を国有化することは意義深いことであると判断した。しかし、大統領を補佐する職員を全て収容するには手狭だったため大規模な改築が計画された。設計はフランスの建築家が担当した。工事は1908年に完了した。

## 施設
官邸は北側を正面としており、中央に大きなポルチコの付いた玄関がある。官邸と国会議事堂の間は広場となっており、外国の元首を迎える際は儀仗隊が栄誉礼を行う。
官邸は反政府過激派の標的になったことがあるため警備は厳重である。コロンビア陸軍の第5師団所属・第13旅団が兵隊を配置している。

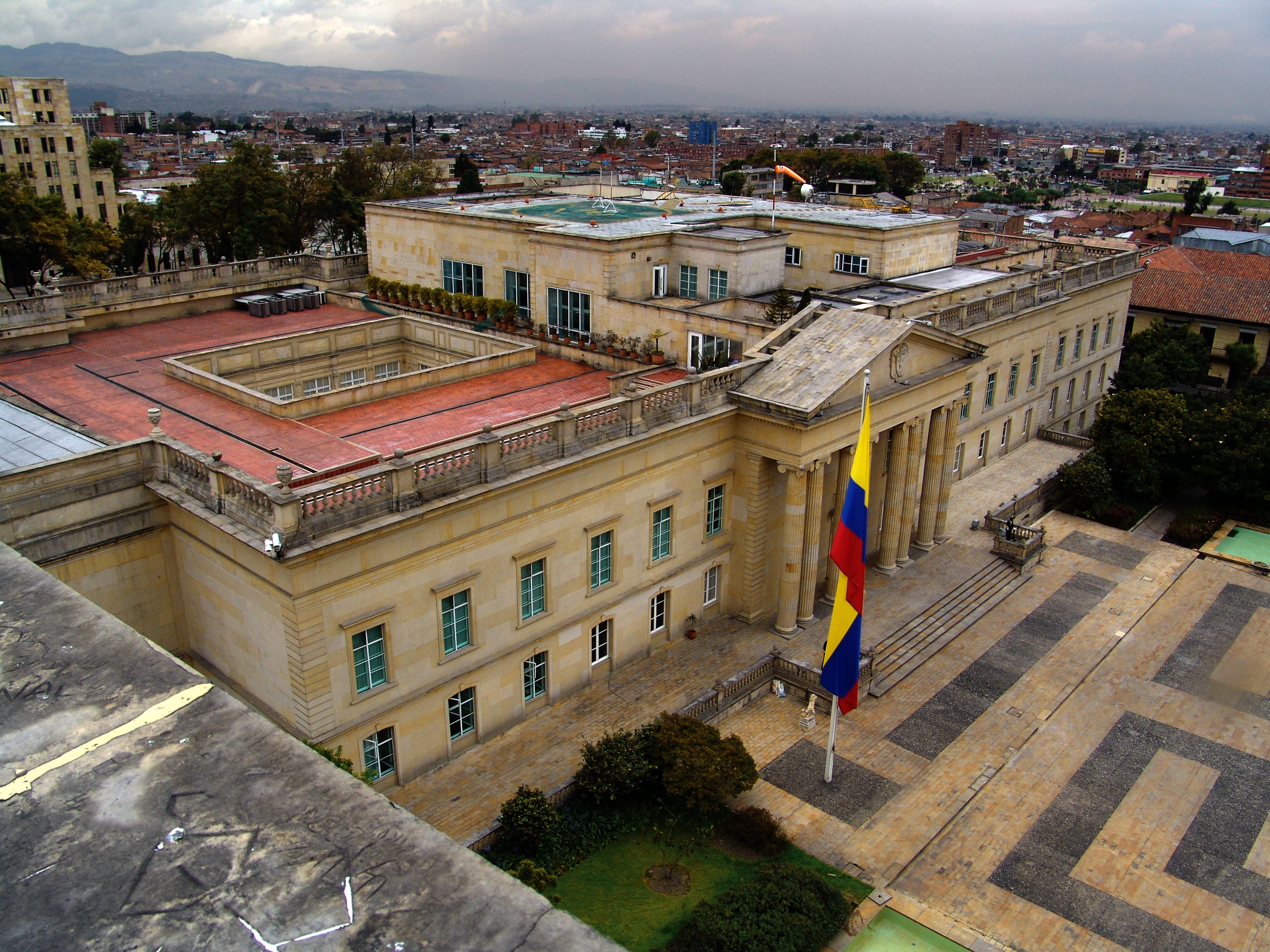
上から
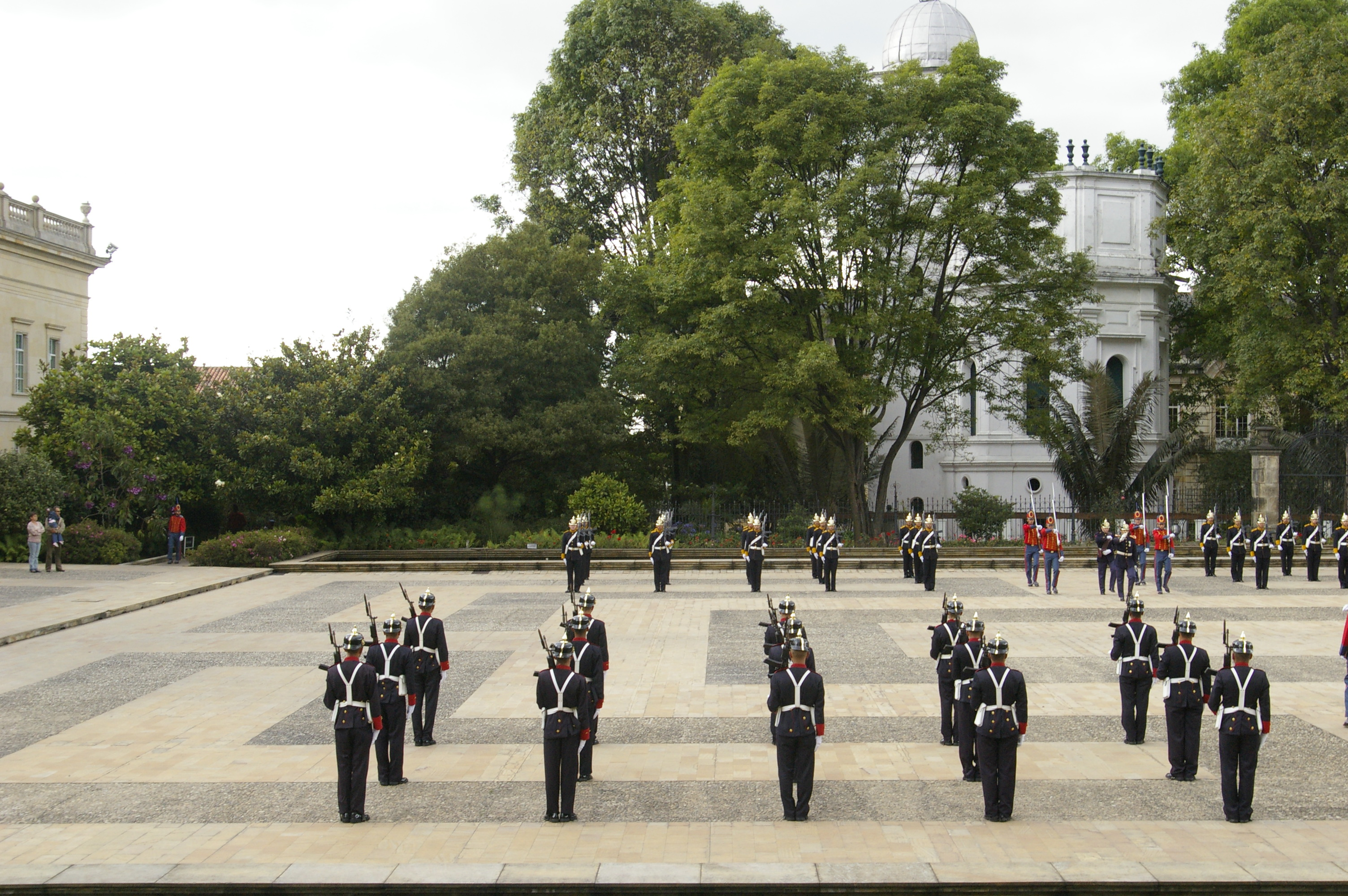
儀仗隊
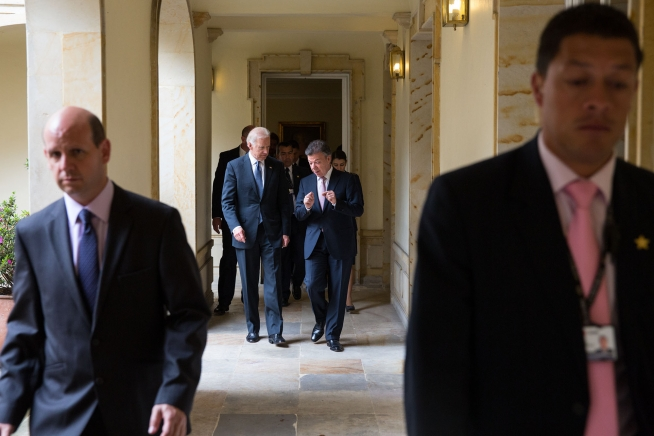
ジョー・バイデン（2013年）